# 戴爾鎮區 (阿肯色州薩林縣)
戴爾鎮區（英語：Banner Township）是位於美國阿肯色州薩林縣的一個行政鎮區。

## 地方資料
戴爾鎮區的面積為144.79平方千米，當中陸地面積為144.79平方千米，而水域面積為0.00平方千米。根據2010年美國人口普查的數據，當地共有人口1754人，而人口密度為每平方千米12.11人。